# Partido Nacional (África do Sul)
O Partido Nacional (em africâner: Nasionale Party, NP) foi um partido ultraconservador que governou a África do Sul de 1948 a 1994. Enquanto no poder, promoveu políticas de nacionalismo africâner e apartheid.
O partido, na década de 1980, começou a perder apoio da ala mais conservadora, que viria a formar o Partido Conservador, pelo processo gradual para pôr fim ao regime de apartheid.
Após a chegada de Frederik Willem de Klerk, em 1989, à liderança do partido e do país, o apartheid foi dissolvido, com a permissão de inscrição de partidos e a libertação de vários presos políticos, como Nelson Mandela. Com esta liberalização, o partido permitiu a inscrição a pessoas de todas as raças, moderou o seu programa e tornou-se um partido conservador clássico, de centro-direita.
O partido foi dissolvido em 1997, sendo sucedido pelo Novo Partido Nacional, que em 2005 também foi dissolvido, após se fundir com os antigos rivais do Congresso Nacional Africano. Alguns de seus antigos membros formaram o partido Frente Mais Liberdade (FF+) em 1 de março de 1994, tendo como liderança inicial Constand Viljoen. O partido FF+ permanece em atividade e é a maior organização nacionalista africâner em operações, portanto o real sucessor ideológico do Partido Nacional.

## Resultados eleitorais

### Eleições gerais
| Data           | Líder                 | CI. | Votos     | %            | +/-  | Deputados | +/- | Status   |
| -------------- | --------------------- | --- | --------- | ------------ | ---- | --------- | --- | -------- |
| 1915           | J.B.M. Hertzog        | 2.º | 75 623    | 29,4 / 100,0 |      | 27 / 130  |     | Oposição |
| 1920           | J.B.M. Hertzog        | 1.º | 101 227   | 36,5 / 100,0 | 7,1  | 44 / 134  | 17  | Oposição |
| 1921           | J.B.M. Hertzog        | 2.º | 105 039   | 36,8 / 100,0 | 0,3  | 45 / 134  | 1   | Oposição |
| 1924           | J.B.M. Hertzog        | 2.º | 111 483   | 35,3 / 100,0 | 1,5  | 63 / 135  | 18  | Governo  |
| 1929           | J.B.M. Hertzog        | 2.º | 141 579   | 41,2 / 100,0 | 5,9  | 78 / 148  | 15  | Governo  |
| 1933           | J.B.M. Hertzog        | 1.º | 101 159   | 31,6 / 100,0 | 9,6  | 75 / 150  | 3   | Governo  |
| 1938           | Daniel François Malan | 2.º | 259 543   | 31,3 / 100,0 | 0,3  | 27 / 150  | 48  | Oposição |
| 1943           | Daniel François Malan | 2.º | 321 601   | 36,7 / 100,0 | 5,4  | 43 / 150  | 16  | Oposição |
| 1948           | Daniel François Malan | 2.º | 401 834   | 37,7 / 100,0 | 1,0  | 70 / 153  | 27  | Governo  |
| 1953           | Daniel François Malan | 1.º | 598 718   | 49,5 / 100,0 | 11,8 | 94 / 156  | 24  | Governo  |
| 1958           | Johannes Strijdom     | 1.º | 642 006   | 55,3 / 100,0 | 5,8  | 103 / 156 | 9   | Governo  |
| 1961           | Hendrik Verwoerd      | 1.º | 370 395   | 46,1 / 100,0 | 9,2  | 105 / 156 | 2   | Governo  |
| 1966           | Hendrik Verwoerd      | 1.º | 759 331   | 58,3 / 100,0 | 12,2 | 126 / 166 | 21  | Governo  |
| 1970           | John Vorster          | 1.º | 820 968   | 54,4 / 100,0 | 3,9  | 118 / 166 | 8   | Governo  |
| 1974           | John Vorster          | 1.º | 636 586   | 57,1 / 100,0 | 2,7  | 123 / 171 | 5   | Governo  |
| 1977           | John Vorster          | 1.º | 689 108   | 64,8 / 100,0 | 7,4  | 134 / 165 | 11  | Governo  |
| 1981           | Pieter Willem Botha   | 1.º | 777 558   | 57,0 / 100,0 | 7,8  | 131 / 165 | 3   | Governo  |
| 1987           | Pieter Willem Botha   | 1.º | 1 075 642 | 52,3 / 100,0 | 4,7  | 123 / 166 | 8   | Governo  |
| 1989           | Frederik de Klerk     | 1.º | 1 039 704 | 48,2 / 100,0 | 4,1  | 103 / 178 | 20  | Governo  |
| Após Apartheid |                       |     |           |              |      |           |     |          |
| 1994           | Frederik de Klerk     | 2.º | 3 983 690 | 20,4 / 100,0 |      | 82 / 400  |     | Governo  |